# آرثر إم. برازير
آرثر إم. برازير (بالإنجليزية: Arthur M. Brazier)‏ هو مؤلف أمريكي، ولد في 22 يوليو 1921 في شيكاغو في الولايات المتحدة، وتوفي بنفس المكان في 22 أكتوبر 2010.